# XCOM: Chimera Squad
XCOM: Chimera Squad è un videogioco strategico a turni del 2020, sviluppato da Firaxis Games e pubblicato da 2K Games per Windows; si tratta del seguito diretto di War of the Chosen, espansione a pagamento di XCOM 2.

## Trama
Il videogioco è ambientato a Città 31, una metropoli con umani e alieni che vivono l'uno accanto all'altro; gli avvenimenti si svolgono cinque anni dopo War of the Chosen, in cui l'organizzazione XCOM ha sconfitto la ADVENT, il governo alieno che ha guidato la Terra per oltre vent'anni a seguito di un'invasione.
Il sindaco Nightingale viene ucciso in un attacco terroristico e la Chimera Squad ha il compito di trovare il colpevole. Durante le loro indagini, la Chimera Squad affronta tre fazioni criminali, una alla volta; La Progenie, un culto apocalittico composto da individui con poteri psionici, Fenice Grigia, una banda di strada composta da alieni che si vedono inadatti per la società terrestre, e Sacra Spira, un culto religioso che predica la salvezza per coloro che si sono opposti a XCOM composto da ex soldati dell'ADVENT e alieni. Alla fine scoprono che questi gruppi sono in qualche modo supportati da una quarta, misteriosa fazione, che chiamano in codice "Atlas".
Una volta sconfitti tutti e tre i gruppi criminali, Atlas lancia un attacco al municipio di Città 31 e la Chimera Squad salva il vice sindaco Parata mentre respinge gli aggressori. Poco dopo, scoprono che le vere intenzioni di Atlas dietro la morte di Nightingale e il loro sostegno alle altre fazioni erano di diffondere il caos in tutta la Città 31 per prenderne il controllo. Chimera Squad quindi prende d'assalto il nascondiglio di Atlas e sconfigge il loro leader. Un mese dopo, mentre la Chimera Squad celebra la vittoria, due individui che guardano il loro quartier generale da un monitor notano che quando XCOM si renderà conto di essere di nuovo in guerra con la misteriosa nuova minaccia che rappresentano, sarà troppo tardi per fermarli.

## Accoglienza
| Testata                          | Giudizio |
| -------------------------------- | -------- |
| Metacritic (media al 25-04-2023) | 77/100   |
| Destructoid                      | 7.5/10   |
| Game Informer                    | 8/10     |
| IGN                              | 7/10     |